# Lavoura e Comércio
O jornal Lavoura & Comércio foi um jornal brasileiro, fundado em 6 de julho de 1899 que circulou ininterruptamente até 27 de outubro de 2003.

## História
O jornal foi fundado por produtores rurais que se mobilizavam politicamente contra o que alegavam ser cobranças de impostos abusivas por parte do governo mineiro. A partir de uma linha editorial que assumiu a tarefa de se tornar a porta voz dos interesses do Triângulo Mineiro, o Lavoura e Comércio se tornou um jornal muito popular em Uberaba e região. No decorrer do século XX, foi um dos principais fóruns de divulgação dos ideais políticos que pregavam a emancipação da região do Triângulo Mineiro com vistas à criação de um Estado independente.
Antônio Garcia Adjunto foi o primeiro diretor. Em 1906 o jornal passou a ser administrado pela família Jardim. Os irmãos Francisco e Quintiliano Jardim ampliaram a abrangência do jornal para além das fronteiras de Minas Gerais, alcançando sobretudo cidades goianas. Quintiliano Jardim dirigiu o Lavoura até sua morte, em 1966, passando a direção para seus filhos George de Chirée, Raul e Murilo Jardim. Seu lema durante muitos anos foi: "Se o Lavoura não deu, em Uberaba não aconteceu". Desde a fundação até os quase 104 anos de existência, o jornal somente não circulou durante dois dias, na década de 1980, devido a uma greve dos gráficos.
Em 27 de outubro de 2003, a última notícia: "Após 104 de veiculação ininterrupta, o Lavoura & Comércio paralisa suas atividades por questões econômicas e financeiras”.

## Perseguições e mortes
Os jornalistas sempre foram vítimas dos abusos de políticos e poderosos. E algumas vezes o palco para as agressões eram as próprias redações e escritórios dos jornais. O jornal Lavoura e Comércio testemunhou estas perseguições. Uma campanha realizada em dezembro de 1912 fez com que o então delegado de polícia, Sertório Leão, acusado pelo jornal de não combater a jogatina na cidade, tentasse matar o jornalista Quintiliano Jardim. Acompanhado pelo seu colega de profissão, João Camelo, Quintiliano foi atacado pelas costas pelo delegado que só não atirou devido ao fato de o revólver ter travado. O jornalista João Camelo, que era também auditor de guerra do batalhão de policia da cidade, imediatamente deu voz de prisão ao delegado. 
Cinco anos depois, em 28 de dezembro de 1917, o próprio João Camelo viria a ser assassinado pelo médico Luiz Boulanger Rodrigues da Cunha Castro Pucci. O motivo alegado é que o jornalista teria feito críticas ao Partido Democrata em sua coluna 'Rodapés'. Boulanger Pucci foi eleito prefeito de Uberaba, exerceu o mandato entre 1947 e 1951 e também seria vítima de atentado durante a recepção a Getúlio Vargas no aeroporto, na campanha eleitoral de 1950.
Em  20 de maio de 1922, o médico e agente executivo de Uberaba (presidente da Câmara com poderes de prefeito) João Henrique Sampaio Vieira da Silva, adentrou nas dependências do Jornal Lavoura e Comércio e lá pediu para falar com o colunista Moises Santana. A conversa aconteceu na sala do então diretor de redação, Quintiliano Jardim. Em dado momento do diálogo, João Henrique perguntou ao colunista se ele era responsável por algumas notas de coluna que faziam menção a ele. Ao confirmar, João Henrique sacou do revólver que portava na cintura, fato comum na época, disparou vários tiros contra o colunista, que foi socorrido e morreu no dia seguinte. Mas o assassino foi absolvido pelo Tribunal do Júri.